# 総効用
総効用（そうこうよう）とは経済学用語の一つ。消費者が連続して同じ商品を消費する場合に、その連続した複数回の使用から得ることができた効用の合計を言う。これは商品の使用による限界効用が加算されていった合計ということであり、限界効用逓減の法則に照らし合わせてみれば最初の一回目の大きな効用の加算から始まり、回数を重ねていくとともに効用は減少しながら加算されていくということである。